# Heras de Ayuso
Heras de Ayuso è un comune spagnolo di 252 abitanti situato nella comunità autonoma di Castiglia-La Mancia.